# Tubular Bells
| 전문가 평가                   | 전문가 평가 |
| 평가 점수                     | 평가 점수   |
| 출처                          | 점수        |
| ----------------------------- | ----------- |
| AllMusic                      | [ 1 ]       |
| Chicago Sun-Times             | [ 2 ]       |
| Christgau's Record Guide      | C+          |
| Creem                         | C+          |
| Encyclopedia of Popular Music | [ 5 ]       |
| Q                             | [ 6 ]       |

《Tubular Bells》는 1973년 5월 25일 버진 레코드에서 첫 번째 음반으로 발매된 영국의 멀티 인스트루멘탈리스트, 작곡가, 작곡가 마이크 올드필드의 데뷔 스튜디오 음반이다. 녹음 당시 19살이었던 올드필드는 대부분 기악 음반의 거의 모든 악기를 연주했다.
이 음반은 처음에는 느리게 팔렸으나 1973년 12월 공포 영화 《엑소시스트》 (1973년)의 사운드트랙에 오프닝 테마가 사용되면서 세계적인 주목을 받았다. 이로 인해 판매량이 급증하여 올드필드의 인지도가 높아졌으며 버진 그룹의 성장에 중요한 역할을 했다. 1974년 3월부터 1년 동안 영국 음반 차트 상위 10위에 머물렀고, 그 기간 동안 1주일간 1위에 올랐다. 미국 빌보드 200에서 3위로 정점을 찍었고, 캐나다와 호주에서 1위에 올랐다. 이 음반은 영국에서 270만 장 이상이 팔렸고 전세계적으로 1,500만 장 정도가 팔렸다.
데이비드 베드포드가 프로듀싱한 오케스트라 버전은 1975년에 《The Orchestral Tubular Bells》로 발매되었다. 올드필드는 3개의 속편을 녹음했는데, 《Tubular Bells II》 (1992년), 《Tubular Bells III》 (1998년), 《The Millennium Bell》 (1999년)이다. 음반 30주년을 위해 올드필드는 이 음반을 《Tubular Bells 2003》로 재녹음했다. 2009년에 리마스터판이 나왔다. 올드필드가 런던에서 열린 2012년 하계 올림픽 개막식에서 발췌곡을 연주하면서 영국 음악에 기여한 바가 인정받았다.

## 배경
올드필드는 어린 나이에 기타를 배웠고, 12살이나 13살 무렵에는 학교 친구들과 포크 클럽에서 연주를 했다. 그의 10대 시절은 집안의 문제로 얼룩졌고, 올드필드는 그의 문제에서 벗어나기 위해 그의 방에서 많은 시간을 기타 연습과 기악곡 작곡에 할애하여 뛰어난 연주자가 되었다. 그는 누나 샐리와 단명한 포크 듀오 샐리앤지를 결성해 해체한 뒤 전 소프트 머신 멤버 케빈 에이어스가 만든 밴드 홀 월드의 베이시스트가 됐다. 1970년 홀 월드가 애비 로드 스튜디오에서 몇 달 동안 음반 《Shooting at the Moon》을 녹음했고, 17살의 올드필드는 스튜디오에서 사용할 수 있는 피아노, 하프시코드, 멜로트론, 다양한 관현악 타악기 등 다양한 악기에 매료됐다. 그룹이 정오까지 녹음 시간을 예약하지 않으면, 그는 일찍 스튜디오에 도착하여 여러 가지 악기를 실험하고 각각 연주하는 법을 배우며 몇 시간을 보내곤 했다.
홀 월드는 1971년 중반에 해체되었고 에이어스는 밴드의 투어링 멤버로 3개월 동안 공과 합류하였다. 그가 자리를 비운 동안 그는 올드필드에 투 트랙 뱅 앤 올룹슨 베오코드 ¼ 테이프 레코더를 빌려주었다.
1971년 말 올드필드는 매너 스튜디오에서 데모를 녹음하던 아서 루이스의 밴드에 합류했다. 이 스튜디오는 옥스퍼드셔주 쉬프톤온처웰에 있는 오래된 매너하우스의 스쿼시 코트에 지어지고 있었다. 이 저택은 젊은 기업가 리처드 브랜슨이 최근 매입했으며 톰 뉴먼과 사이먼 헤이워스 음악 제작팀이 운영하는 주거 녹음 시설로 바뀌었다. 올드필드는 수줍음이 많고 사교성이 서툴렀지만, 두 프로듀서가 그의 기타 연주를 듣고 친분을 쌓았다. 올드필드는 뉴먼에게 자신의 데모를 들어달라고 부탁했다. 그러나 이 데모가 런던 북부에 있는 아파트에 그대로 있었기 때문에 루이스의 로디 중 한 명이 올드필드를 태워 런던으로 데려갔다가 다시 데려오겠다고 제안했다. 뉴먼과 헤이워스는 데모 카피를 만들어 올드필드에 브랜슨과 그의 사업 파트너 사이먼 드레이퍼에게 그것에 대해 이야기하겠다고 약속했다.

## 커버 아트
《Tubular Bells》의 커버는 디자이너이자 사진작가인 트레버 키에 의해 만들어졌다. 1995년 《가디언》의 키 부고에서 1973년 버진 레코드의 보도책임자였던 수 스튜어드는 키를 커버 제작 후보로 추천했다고 회고했다. 키는 버진에게 자신의 포트폴리오를 발표하기 위해 초대받았는데, 브랜슨이 좋아했고 음반 이름을 《Breakfast in Bed》로 부르고 싶어 커버 아트에 쓰고 싶어했던 삶은 달걀 중 하나였지만 올드필드는 이미지와 제목을 모두 싫어했고 거절했다. 노른자로 대체된 피로 이미지를 변형한 것이 나중에 올드필드의 1991년 음반 《Heaven's Open》의 작품으로 사용될 것이다.

## 곡 목록
모든 곡들은 특별한 언급이 없는 한 마이크 올드필드에 의해 작곡하였다.

### 1973년 오리지널 발매
| #  | 제목                        | 재생 시간 |
| -- | --------------------------- | --------- |
| 1. | 〈Tubular Bells, Part One〉 | 25:30     |

| #  | 제목                        | 재생 시간 |
| -- | --------------------------- | --------- |
| 2. | 〈Tubular Bells, Part Two〉 | 23:50     |

### 2009년 스탠다드 에디션
| #  | 제목                         | 작곡                  | 재생 시간 |
| -- | ---------------------------- | --------------------- | --------- |
| 1. | 〈Tubular Bells (Part One)〉 |                       | 25:58     |
| 2. | 〈Tubular Bells (Part Two)〉 |                       | 23:20     |
| 3. | 〈Mike Oldfield's Single〉   |                       | 3:53      |
| 4. | 〈Sailor's Hornpipe〉        | 민요, 올드필드 (편곡) | 2:48      |

## 인증
| 국가                                                  | 인증        | 판매량/출하량 |
| ----------------------------------------------------- | ----------- | ------------- |
| 오스트레일리아 (ARIA)                                 | 3× 플래티넘 | 730,000       |
| 캐나다 (뮤직 캐나다)                                  | 2× 플래티넘 | 200,000^      |
| 프랑스 (SNEP)                                         | 골드        | 100,000*      |
| 네덜란드 (NVPI)                                       | 골드        | 50,000^       |
| 스웨덴 (GLF)                                          | 골드        | 50,000^       |
| 영국 (BPI)                                            | 9× 플래티넘 | 2,760,000     |
| 미국 (RIAA)                                           | 골드        | 500,000^      |
| *판매량을 기반으로 한 인증 ^출하량을 기반으로 한 인증 |             |               |